# Charles de Courson
Charles de Courson, född 2 april 1952 i Paris, är en fransk politiker som representerar departementet Marnes femte valkrets i Frankrikes nationalförsamling. 
Han valdes in första gången i nationalförsamlingen 28 mars 1993, då han besegrade den sittande socialisten Jean-Pierre Bouquet i parlamentsvalet. I parlamentsvalet i Frankrike 2022 valdes han om för en sjunde mandatperiod, vilket gjorde honom till den längst sittande ledamoten i den femte franska republikens sextonde nationalförsamling.
I Nationalförsamlingen ingår han i partigruppen Libertés et territories (ungefär Frihet och landsbygd), en grupp av högercentrister från olika partier med landsbygdsfokus. Under mandatperioden 2017-2022 var han vice ordförande i Nationalförsamlingens finansutskott, med ansvar för att överse den franska statsbudgeten.
Han var även tidigare borgmästare i Vanault-les-Dames, men efter att lagstiftning ändrades så att man inte kan vara både borgmästare och nationalförsamlingsledamot avgick han som borgmästare. Han har suttit i såväl kommun- som regionfullmäktige i Vanault-les-Dames och regionen Grand Est.

## Biografi
Charles De Courson föddes 2 april 1952 i Paris. Han kommer från en familj av politiker. Hans far Aymard de Courson var motståndsman, liksom borgmästare i Vanault-les-Dames mellan 1953 och 1985. Han var även ordförande i den tidigare kantonen Heiltz-le-Maurupt mellan 1958 och 1986, som del av Mouvement républicain populaire, ett republikanskt högerparti. Hans morfar Léonel de Moustier var också motståndsman under andra världskriget. Som ledamot från Doubs var han en av åttio parlamentariker som vägrade ge makten till Philippe Pétain 1940. Han fängslades och deporterades, och dog till följderna av detta kort efter att arbetslägret befriades. 
Charles de Courson är också ättling till Louis-Michel Lepeletier de Saint-Fargeau, som röstade till förmån för Ludvig XVI av Frankrikes avrättning.